# 靛色系小孩
靛藍小孩是指被视为拥有某种特殊意志力或超自然能力的兒童、少年、青少年。靛色系小孩这个概念最早在李·卡罗与珍·托柏夫妇所写的The Indigo Children: The New Kids Have Arrived一书中被发表。李·卡罗坚持这个概念是通过与称为克里昂的圣灵交谈所得的。
在中國曾因翻译上的错译而以深蓝孩童的叫法传播开来。该名称的部分来源与某个早期研究这个现象并拥有聯覺的研究人员有关，有人声称这些孩童显现出靛色的光芒。

## 环境与进化
靛色系小孩运动支持者声称，靛色系小孩生来便具有与地球和其他人心理连结的能力，然而由於孩童的沟通能力有限，靛色系小孩们与生俱来的特殊能力( 包含同理心，心灵感应，以及异於常人特别敏锐的感知能力)常常会因为受到来自双亲或是社会的负面压力，以至於受到压抑。因此靛色系小孩运动即是鼓励双亲对於这样的特殊孩童予以支持。靛色系小孩的特徵，往往在主流社会或是标準中被认为是负面，但以靛色系小孩观点却认为是正面的。 靛色系小孩理论的支持者相信，这些特徵也可能出现在非靛蓝孩童身上，但是靛色系小孩这方面的倾向将更为明显。

## 特徵

### 主要特征
Carroll 和 Tober 在靛色系小孩网站裡提出了十个靛色系小孩可能具有的特徵
- 他们是带着贵族般的气息来到这个世上的（而且也常表现出来）。
- 他们有“这不是我应在的地方”的感觉，当看到其他人不是这样想的时候觉得很奇怪。
- 自我价值对他们而言不是一个大问题。他们经常告诉父母“他们是谁。”
- 他们面对绝对的权威（没有附带解释或选择的权威）的时候会有困难。
- 他们根本不会做一些特定的事情，例如，排队等候对他们而言是困难的。
- 他们对于那些形式僵化，不需创意的系统感到沮丧。
- 不管在家中或在学校，他们通常能看到较佳的做事方法，这使他们被认为是“系统破坏者”（对任何系统均不墨守成规）
- 他们若没跟同类的人在一起就会看起来像是反社会的。如果他们周遭的人们都没有类似的意识，他们通常就转为内向。
- 他们对于“罪恶感”的惩戒不起反应。
- 他們不会害羞地讓你知道他們需要些什麼。
- 他們可以輕易感應到人類的不正直、不誠實

綜合以上的標準可見，靛色系小孩在社交生活裡有極大的困難，在倡導個人社交力作為主要成功價值之一的資本主義時代，他們會經歷相當程度的沮喪。自小社交困難所累積的焦慮往往帶進成年，這常常導致他們在面對壓力時，因為習慣性的孤寂感（被遺棄感），而有更高度的憂鬱危機。

### 其他特征
在她的著作中, Wendy 提出了其他几种靛色系小孩可能具备的特徵.
- 强烈的自尊
- 对於指定的任务容易感到厌烦
- 富有创意
- 很强的直觉
- 拥有强烈同理心
- 年纪小时就已经发展出抽象思维
- 拥有某方面天才或天赋、智力优于一般人
- 常发白日梦
- 拥有一双清澈、早熟、智慧的眼睛。

### 特殊的個性
1. 他們內心的自我意識與價值觀很高，有時亦不會特別的表現出來。
2. 有些個性是內向的，或用其他方式隱藏自己的性格。以適應暫時狀況，周遭的人不一定有感覺。
3. 對靛藍小孩來說在一般學校是有困難的，考試對他們來說沒什麼意思，成績不是最重要的，有時候他們比同學及老師知道的來得多。
4. 當他們認為是對的事情，即使違反社會規範，任何形式手段無法讓深藍小孩感覺自己有罪。
5. 強迫式的命令他們無法認同，總是想找機會跟他人分享自己對一些事情的觀念。
6. 他們具有非常聰明的思維，會發現或發明好的方法，他們怕麻煩。
7. 體制對他們來說完全沒有意義且是不好的，並不是說他們就是反社會人格，他們只是想要改善豐富目前生活的狀況罷了，體驗生命的真諦。
8. 即使是長大成人，有時給人還是有孩童的感覺，愛開玩笑，喜歡小孩及嬰兒。
9. 若他們真正犯了錯誤，善意且對等的溝通管道，他們是可以接受改變的。
10. 他們擁有高度的敏銳與直覺力，左腦功能發達，音樂家、藝術家、哲學家所在多有，對於事物的鑑賞力及審美觀非常特別且有自信。
11. 他們不喜歡欺騙人，有時候只是他們認為好玩罷了，但他們不會真的去傷害任何人，他們反對任何惡性傷害的欺騙，對自己或其他人。
12. 喜歡的事情會持續去做，之後可能會改變，有時候他們的動機行為會使自己感覺良好。
13. 因對權威與強制條理的抗拒，加上思考模式與情緒過程不同於其他男性，靛色系男性在兵役中往往陷入嚴重的低潮。
14. 他們很容易被醫生診斷為自閉症、亞斯伯格症候群或注意力不足過動症。
15. 成年後的精神疾病盛行率高於一般人（包括人格障礙、躁鬱症和思覺失調症等）。
16. 他們成年後，有部分會積極投入一些不受當代重視的、或如無政府主義等和普世輿論格格不入的社會運動，習慣性地保持著他們與世俗間的差距。這些人認為這種差距是一種自尊的展現。他們會義無反顧地投入，甚至「殉道」也在所不惜。
17. 一般來說他們很懂得保護自己，成年後會盡可能避開令他們倍感壓力的世俗環境，因此較少發生意外事故或罹患壓力帶來的文明病，故有長壽的說法。惟男性較可能因情緒障礙或對理想的狂熱崇拜而英年早逝。

### 性別的影響
整體來說，靛色系小孩中男性雖較女性多，但人生的發展與自我實現之路往往不如女性順利。雖靛色系與性別氣質無關，但靛色系小孩多少都相較於一般小孩具備更顯著異性化的性格。
1. 男性約佔四分之三。
2. 不論幼年或成年，女性較獲得周遭環境的接納，男性則遭逢較大的壓力。這是因為社會期望男性表現出高度的工具性發展，但靛色系男性往往不易達成這個要求。
3. 成年後，相較於靛色系女性，靛色系男性儘管多有高度專業，但在一般體制下的社會發展仍有明顯的受限，尤其難以勝任領導職務，大多一般男性亦不願順服他們；兩性關係也大多不順利，少有圓滿的婚姻生活。靛色系女性則較一般女性更大膽、有冒險精神、敢於標新立異，惟在感情的態度上較封閉自我。因現代社會較鼓勵女性表現出大膽特質，加上社會對男性的刻板要求並未鬆綁，女性較能獲得社會支持。因此，靛色系男性相較於靛色系女性有更嚴重的低自尊困擾，憂鬱症發生率與自殺率也較靛色系女性高。
4. 靛色系男性比一般男性更有機會接觸男同性戀的情境，不論是主動探索或被動挑逗。
5. 靛色系女性大多對神祕學或宗教有高度熱情，但並不像傳統的迷信族群般因缺乏自信而渴求慰藉，她們往往能神智清晰且堅定地參與相關事務。此外她們對環境保護與生命教育議題也有高度熱忱，若有此發展，她們的思想路線可能會轉趨保守。

### 意见
一些批评者认为，这些特征并非独一无二，在大多数儿童的身上观察得到，但拥护者认为，这种新型的孩子已经是有原因的前来;最常见的说法是，他们会以某种方式改善世界。这些变化通常讨论涉及带来和平，推翻腐败的机构，由对抗疗法医学转向更为自然的替代品的了解。靛蓝小孩说是所谓的东西接触更多的普遍真理，不容忍，理解系统的行为或在与它不相协调。 
靛色系小孩有时说具有极端的长寿，但信念源的出生日期不详。

## 靛色的能力
许多讨论靛色系小孩文学（包括克里昂文学）声称，他们使用高维的信息，给他们的特殊能力。 
这些能力据说包括清除HIV病毒、先进的天才和精神、和死者说话.....。
预知—有少部分的靛色系小孩甚至能够早一步看见未来的影像，但只有很偶爾的情况下会发生。

## 四月孩童
在八十年代初期，相关的现象被称为四月儿童开始在希腊被报道。希腊记者科斯塔Hardavelas宣布，雅典大学的一些具体表现在1983年4月出生的孩子不寻常的兴趣。该大学说，他们向公众访问和调查以寻求他们的孩子在学校的表现有没有进一步的信息或通知。
Hardavelas制作了有关纪录片的被访者，促进认为，这些儿童有很高的智商，心理能力，独特的梦想和精神体验。在一个很重要的玩家，在大学内其目标的具体数据的情况下，纪录片假定的理论，连接一些明显的异常宇宙事件（行星对齐或过量的太阳活动）。 
大约在1983年4月出生的孩子的猜测是基于信息从一本书和希腊科幻和阴谋论扬Fourakis作者写的文章。 Fourakis认为，4月儿童，他们的皮肤上标记，而且他们将在未来的按照他的理论的希腊中心主义一些重要的作用。

## 批评与科学查證
怀疑论者指出，靛色运动的支持者缺乏有力的证据支持他们的理论。靛色文学经常谈“大学学习”和“感兴趣的科学家”，如罗素巴克利(精神病学教授-科学家)。事實上，巴克利的研究卻指出，支持者“缺乏科学根据。没有进行过研究。”巴克利也担心有"破坏性"特徵的儿童们被冠上“靛蓝小孩”的稱呼，可能会延误正确诊断和治疗的时机。
支持新世纪运动的父母们在面对这種特殊的下一代時，與其解释他们小孩其实是发展不全，重障，或有精神疾病，他們往往更愿意被告知自己的孩子是靛蓝小孩，使用比前几代更令人吃惊的精神语言，而不愿正视可能的负面徵兆。抑制恐惧而宁愿相信自己的孩子是靛色系小孩，这可能会鼓励小孩子的反社会行为。其实靛蓝小孩有很多相似的特徵往往可解释成单纯的傲慢和他们自私的个人主义。
靛色系小孩的概念，正如许多人喜欢的占星术，因为它提供简单的自我答案，而且也提供了一個更令人滿意的關於孩子的心理的結論，比目前主流的描述如專注力失調過度活躍症(ADHD) 或 亞斯伯格症候群，更深受多數父母歡迎。靛色系小孩不是在心理学领域公认的术语，但一些自稱靛色的文學作者有心理学学位，可能是靛蓝概念最近才出現所致。
批评者还表示担心，认为教育孩子时，考虑到他们是靛色，可能搧动孩子们采用如人类的优越性、疏离感、反社会等的犯罪行为等“另类”超自然的身份。

## 教育
教育工作者，一般来说，多数一定要軍訓式教育。但是一些替代教育工作者接受了靛色的概念，并开始探讨靛色系小孩的需要。哲学产生共鸣靛色的学习经验，可能包括教育，多元智能战略，基于项目的学习，自主学习和以学生为中心的学习。

## 商业化
自靛色系小孩的说法出现以来，许多的书和影片出版了，其他的还包括捐赠商业价值，演讲活动，和一个一对一咨询会议费的“靛色父母”的孩子。在“靛色：金钱的颜色”，对Skepticreport.com文章，洛里安德森指出的潜在“靛蓝”的詹姆斯特怀曼，该纪录片作者，靛蓝进化概念的商业价值。许多其他商业网站提供出售靛色系小孩主题物品，如书籍和新时代运动的治疗设备，以及视频和其他媒体。 
2003年，有关靛色系小孩的电影上映。这部影片总票房已经达到一百一十九万美元。 
在靛色预言商场，一靛色系小孩，Jade，被认为是一个先知，注定要把一些强大的真理带入世界。这还暗示说，耶稣基督也可能属之一。 
在CSI节目系列里的“The Unusual Suspect”中，一个12岁的姑娘，名叫“汉娜”说自己是一个靛色系小孩。她声称开始对她的弟弟被指控谋杀的责任。

### 拥护者
(英文)李卡羅對編輯Wikipedia過程中的偏見提出警告 （页面存档备份，存于）
- Characteristics of indigo children （页面存档备份，存于） - as described by a specialist on indigo children
- What's an indigo child? （页面存档备份，存于） - as described by a specialist on indigo children
- Bio of Lee Carroll （页面存档备份，存于） - on Carroll's website
- "14 Questions: Live Kryon Channelling" 2002-02-23; Lee Carroll" （页面存档备份，存于）
- The Indigo Evolution （页面存档备份，存于）
- Emissary of Light （页面存档备份，存于） - Website of The Beloved Community, a spiritual organization which believes the indigo concept to be significant.
- Children of the New Earth - Online periodical which focuses on indigo children and connecting parents with resources.
- Basic Information for Parents of Indigo and Crystal Children
- Universal School of Life （页面存档备份，存于） Workshops for and about indigo children in Canada.

### 怀疑论资源
- Skeptic's Dictionary entry on indigo children （页面存档备份，存于）
- 騙局博物館-靛色系小孩 （页面存档备份，存于）

### 媒体覆盖
- "Little Boy Blue", 2006 article that follows a parent and a child through the "indigo" concept.
- 2006 "The Indigos", 2006 article at the Kansas City Star
- "Are they here to save the world?" （页面存档备份，存于）, 2006 article at The New York Times
- Indigo kids: Does the science fly? （页面存档备份，存于）, a critical 2005 USA Today article
- "Alien-ated Youth", critical 2002 feature article in the Houston Press about the Indigo Child as social phenomenon
- "The Chosen Ones" （页面存档备份，存于）, article in The Guardian (UK), August 2006.
- "Annisa, an Indigo Child from Indonesia", translated from an Indonesian newspaper, "Tribun Timur", October 2006

### 社会及人际网络
- Indigokid.net A non-profit resource for information and networking for self-identified "indigos".
- Indigo Children Meetup （页面存档备份，存于）: Meetup.com group for families of children who are believed to be "indigos". Mostly active in the USA, but also Western Europe and elsewhere.
- Adult Indigo Meetup （页面存档备份，存于） 如上，但是是给成年靛色的。
- Casa Índigo （页面存档备份，存于） 靛色咨询站
- 靛色社区 （页面存档备份，存于） 一个靛色系小孩社区和资源网站
- 靛藍小孩粉絲專頁 （页面存档备份，存于） 宇宙小孩的天地